# Elnur Allahverdiyev
Elnur Fəzahir oğlu Allahverdiyev (ur. 2 listopada 1983 w Baku) – azerski piłkarz grający na pozycji obrońcy. W reprezentacji Azerbejdżanu zadebiutował 26 marca 2008, w meczu z Litwą. Do 2014 rozegrał w niej 39 meczów.